# Давыдова, Вера Афанасьевна
Ве́ра Афана́сьевна Давы́дова (урождённая Булга́кова; 20 августа 1892, Киев — 22 января 1972, Москва) — сестра писателя Михаила Булгакова.

## Биография
Родилась 20 августа 1892 года в Киеве в семье богослова Афанасия Ивановича Булгакова и его жены Варвары Михайловны. Была старшей из четырёх сестёр Булгаковых и второй из семи детей (после старшего Михаила, в будущем — знаменитого писателя). В Киеве окончила женскую гимназию на Лютеранской улице, затем Киевский Фрёбелевский институт, где получила образование педагога-дошкольника. Планировала открыть собственный детский сад, однако из-за начавшейся Гражданской войны не смогла это сделать. В последующие годы Гражданской войны и после её окончания многократно переезжала с места на место — жила в Феодосии, Симферополе, с января 1923 года — снова в Киеве. В начале 1920-х годов вышла замуж за Николая Николаевича Давыдова (1897—1971) — правнука знаменитого партизана-поэта Дениса Давыдова. По-видимому, часто переписывалась со своим братом Михаилом, но бо́льшая часть этих писем не сохранилась.
В середине 1920-х переехала в Москву, к своей младшей сестре Надежде Земской (урождённой Булгаковой), которая работала преподавателем Московской Краснознамённой пехотной школы, и в течение длительного времени проживала в её школьной квартире по улице Герцена, 46. В 1931 году муж Надежды Андрей Михайлович был арестован и выслан в Красноярск. 1933 году Надежду выселили из квартиры, и Вере также пришлось съехать — они с мужем смогли найти только комнату в далёком (по тем временам) пригороде Лихоборы. Только в конце Великой Отечественной войны паре удалось вновь вернуться в Москву — в небольшой домик в Малом Палашёвском переулке.
В 1920-е годы Вера установила связь с братом Николаем, проживавшим в Загребе. Поскольку из трёх проживавших в Москве сестёр Булгаковых — Веры, Надежды и Елены — две последние работали в советских учреждениях и по советским законам не могли переписываться с эмигрантами, лишь у «сравнительно независимой» Веры была возможность переписываться с ним, отправлять ему книги. В конце 1920 и в 1930-х годах Михаил Афанасьевич и его проживавшие в Москве сёстры общались редко и собрались вместе только в 1940 году, за день до смерти писателя. Муж Веры Афанасьевны Николай, несмотря на блестящее домашнее и гимназическое образование, не смог устроиться ни в один вуз из-за своего дворянского происхождения. Он работал бухгалтером, затем главным бухгалтером и даже опубликовал пособие по бухгалтерскому делу. О роде занятий самой Веры Афанасьевны данных нет, известно только, что в годы Великой Отечественной войны она работала медсестрой. Детей у пары не было. Скончалась в Москве 22 января 1972 от атеросклероза.